# Línea 39 (Avanza Zaragoza)
La línea 39 es una línea regular diurna de Avanza Zaragoza. Realiza el recorrido comprendido entre los pinares de Venecia y el barrio de Vadorrey, atravesando el barrio de La Jota en la ciudad de Zaragoza (España).
Tiene una frecuencia media de 6 minutos.
Se creó en el año 1975 con el recorrido 39 (Bº San José - La Jota).

## Recorrido

### Sentido Vadorrey
Cuarte, Villa de Ansó, Avenida América, Paseo Cuéllar, Avenida San José, Miguel Servet, Plaza San Miguel, Coso, Avenida Puente del Pilar, Avenida Cataluña, Pascuala Perié, Avenida la Jota, Balbino Orensanz, Betoré Bergua

### Sentido Pinares de Venecia
Betoré Bergua, Balbino Orensanz, Ignacio Zapata, Felisa Galé, Plaza Mozart, Avenida Cataluña, Don Jaime I, Plaza Ariño, Coso, Plaza San Miguel, Miguel Servet, Avenida San José, Lapuyade, Paseo Cuéllar, Plaza las Canteras, Fray Julián Garcés, Mesones de Isuela, Cuarte